# O Assassino de Clovehitch
The Clovehitch Killer (prt: O Assassino de Clovehitch; bra: Ao Lado de Um Assassino ou O Assassino de Clovehitch) é um filme de suspense americano de 2018, dirigido por Duncan Skiles e escrito por Christopher Ford. É estrelado por Dylan McDermott, Charlie Plummer, Samantha Mathis e Madisen Beaty. O filme se passa em Kentucky, onde também foi filmado. Foi estreado no Festival de Cinema de Los Angeles em 22 de setembro de 2018, e recebeu um lançamento limitado nos cinemas em 16 de novembro de 2018, distribuído pela IFC Midnight. O filme foi inspirado principalmente na história do assassino em série da vida real Dennis Rader, também conhecido como BTK Killer.
No Brasil, foi lançado pela Synapse Distribution em VOD em 13 de novembro de 2021.

## Enredo
Tyler Burnside, de 16 anos, vive com sua devota família cristã na pequena e remota cidade de Clarksville, Kentucky. A cidade e seus moradores são assombrados pela memória do Clovehitch Killer/Assassino de Clovehitch, um infame serial killer que amarrou e estrangulou 10 vítimas femininas conhecidas antes de aparentemente desaparecer 10 anos antes.
Tyler leva a caminhonete de seu pai uma noite para ver uma garota, que encontra uma fotografia de bondage entre os assentos. Quando a notícia da foto se espalha entre os outros adolescentes na igreja de Tyler e tropa de escoteiros, eles o ostracizam, acreditando que ele seja um fetichista de BDSM. Tyler, enquanto isso, começa a se perguntar se seu pai, um pai de família e líder comunitário, Don Burnside, poderia ter algo a ver com o Assassino de Clovehitch. Tyler investiga o galpão particular de Don e encontra um compartimento escondido contendo revistas de bondage, junto com uma fotografia Polaroid de uma mulher espancada e amarrada. Temendo que seu pai possa ser o assassino, Tyler faz amizade com uma adolescente esquisitona e historiadora amadora do Clovehitch chamada Kassi, e pede sua ajuda. Kassi é inicialmente cética, mas eles vinculam a fotografia a uma vítima conhecida de Clovehitch, encontram plantas para uma masmorra BDSM no galpão, e quando Tyler explora o espaço de rastreamento de sua casa, ele encontra uma caixa contendo as carteiras de motorista das vítimas conhecidas do Clovehitch e três outras mulheres, bem como mais fotografias polaroid de mulheres espancadas e amarradas.
Don, agora desconfiado do comportamento de Tyler, o leva para acampar. Para explicar a evidência que Tyler havia descoberto, Don diz que o Assassino de Clovehitch era o tio vegetativo de Tyler, Rudy, que ficou paralisado depois que a culpa o levou a uma tentativa de suicídio. Don diz que guardou as provas na esperança de um dia entregá-las às famílias das vítimas. Tyler aceita a explicação e os dois queimam todas as provas. Tyler termina a investigação, embora Kassi continue insatisfeita com a história de Don.
Don surpreendentemente permite que Tyler participe de um acampamento de liderança de escoteiros, algo para o qual ele havia afirmado anteriormente que a família não tinha dinheiro. Ele então envia sua esposa Cindy e sua filha Susie para visitar a mãe de Cindy por duas semanas. Sozinho em casa, ele se fotografa vestido de mulher em posições de escravidão, mas com raiva joga as fotos fora depois. Depois, ele persegue uma mulher pela cidade. Depois de revistar sua casa, ele invade, a amarra e começa a estrangulá-la. No entanto, Tyler aparece na casa com um rifle, e é revelado através de um flashback que Tyler nunca saiu para o acampamento, mas estava secretamente observando Don com Kassi. O flashback também revela que a mãe de Kassi, que desapareceu 10 anos antes, foi uma das três vítimas desconhecidas do Clovehitch.
Don incapacita Kassi e convence Tyler a entregar seu rifle; ele imediatamente tenta atirar em Tyler com ele, apenas para descobrir que o cartucho estava vazio. Os dois brigam, e Don quase estrangula Tyler até que Kassi acorda e deixa Don inconsciente. Kassi começa a discar para o 9-1-1, mas Tyler agarra sua mão e a impede.
Mais tarde, Don foi declarado desaparecido, mas a família de Tyler permanece estável. Eles são informados de que a polícia descobriu o corpo de Don e sua morte foi considerada um suicídio. Em sua igreja, Tyler faz uma homenagem a Don, intercalado com cenas dele e Kassi arrastando Don, inconsciente, para a floresta e enquadrando sua morte como um acidente de caça enquanto limpava sua arma. A cena da floresta termina com Don acordando lentamente e Tyler apontando uma pistola para sua cabeça. Tyler termina a homenagem com: "Pai, se você pode me ouvir, eu te amo".

## Elenco
- Charlie Plummer como Tyler Burnside
- Dylan McDermott como Don Burnside
- Samantha Mathis como Cindy Burnside
- Madisen Beaty como Kassi
- Brenna Sherman como Susie Burnside
- Lance Chantiles-Wertz como Billy
- Emma Jones como Amy

## Recepção
No site agregador de críticas Rotten Tomatoes, 79% das 38 resenhas dos críticos são positivas, com uma classificação média de 6,9/10. O consenso do site diz: "The Clovehitch Killer pacientemente aumenta a tensão com uma história que compensa a falta de surpresas com atuações fortes e uma sagacidade arrepiante."
O Metacritic, que usa uma média ponderada, atribuiu ao filme uma pontuação de 59 em 100, baseado em 11 críticos, indicando críticas "mistas ou médias".
Em uma lista de 2019 dos 50 melhores filmes de serial killers de todos os tempos, a revista Paste classificou The Clovehitch Killer na #48, escrevendo "Este é um filme diabólico que faz lindamente o que os filmes de terror pretendem–nos atormentar com medo–através dos meios mais enganosamente simples." Em uma revisão desfavorável, Waldemar Dalenogare criticou a construção do roteiro, e comparou a reviravolta da trama com de uma novela.
Ian Sedensky, escrevendo para o Culture Crypt disse que o filme "não se apresenta como um mistério previsível de 'verdadeira identidade'. (...) [mas] não atinge o mesmo nível que o Zodiac de David Fincher, no que diz respeito ao arrepio realista. No entanto, o filme é consistentemente sinistro nas implicações psicológicas de seus momentos mais nus." Dennis Harvey, escrevendo para a Variety, notou que apesar do "risco estrural", o filme "se mostra inteligente, credível e estabelece o caminho para uma resolução satisfatória." Em contraste com a opinião da Variety, Justin Lowe, do The Hollywood Reporter, chamou o enredo de "lento... mais dependente da atmosfera do que da ação para criar suspense... oferece uma perspectiva intrigante sobre o lado sombrio dos valores americanos... mas não tem a convicção de expor inteiramente as contradições culturais que muitas vezes permitem assassinos compulsivos... É uma oportunidade perdida."
Pierce Singgih, em sua crítica para o Film School Rejects, disse que o longa "demonstra como um detetive adolescente lida com o trauma gerado pela repressão sexual, pelo fundamentalismo e pelo sigilo (...) The Clovehitch Killer demonstra brilhantemente como esses padrões [religiosos] podem ser igualmente restritivos, já que são reconfortantes. [Mas] Seu final chocante é quase previsível." Joseph Hernandez, do Brooklyn Horror Film Festival, disse que "esse suspense [ambientado em] uma cidade pequena tem uma borda sinistra e ostenta um emocionante dispositivo narrativo que vira a história de cabeça para baixo."
O autor de terror Stephen King escreveu sobre o filme, chamando-o de "um excelente filmezinho", "insuportavelmente cheio de suspense" e que "(não) é para os fracos do coração".